# 诺阿穆恩迪
诺阿穆恩迪（Noamundi），是印度贾坎德邦Pashchimi Singhbhum县的一个城镇。总人口16228（2001年）。

## 人口
该地2001年总人口16228人，其中男性8369人，女性7859人；0—6岁人口2235人，其中男1143人，女1092人；识字率63.26%，其中男性为72.84%，女性为53.06%。